# Stadion Střelnice
 (octobre 2024).
Si vous disposez d'ouvrages ou d'articles de référence ou si vous connaissez des sites web de qualité traitant du thème abordé ici, merci de compléter l'article en donnant les références utiles à sa vérifiabilité et en les liant à la section « Notes et références ».
Le Stadion Střelnice, anciennement connu sous le nom de Chance Arena, est un stade de football situé à Jablonec nad Nisou en République tchèque. Ouvert en 1955, il est le stade du FK Jablonec et sa capacité est de 6 108 places.

## Histoire
Le Stadion Střelnice a accueilli la finale du Championnat d'Europe de football des moins de 19 ans 2008 ainsi que d'autres matchs de cette compétition.